# Enrico Albertosi
Enrico "Ricky" Albertosi (2 de novembre de 1939) és un exfutbolista italià de la dècada de 1960.
És considerat un dels millors porters italians de sempre.
Fou 34 cops internacional amb la selecció italiana amb la qual participà en la Copa del Món de futbol de 1962, a la Copa del Món de futbol de 1966, a la Copa del Món de futbol de 1970, a la Copa del Món de futbol de 1974 i a l'1968.
Pel que fa a clubs, defensà els colors de ACF Fiorentina, Cagliari Calcio, i AC Milan.

## Palmarès
Fiorentina
- Coppa Italia: 1960-61, 1965-66
- Recopa d'Europa de futbol: 1960-61

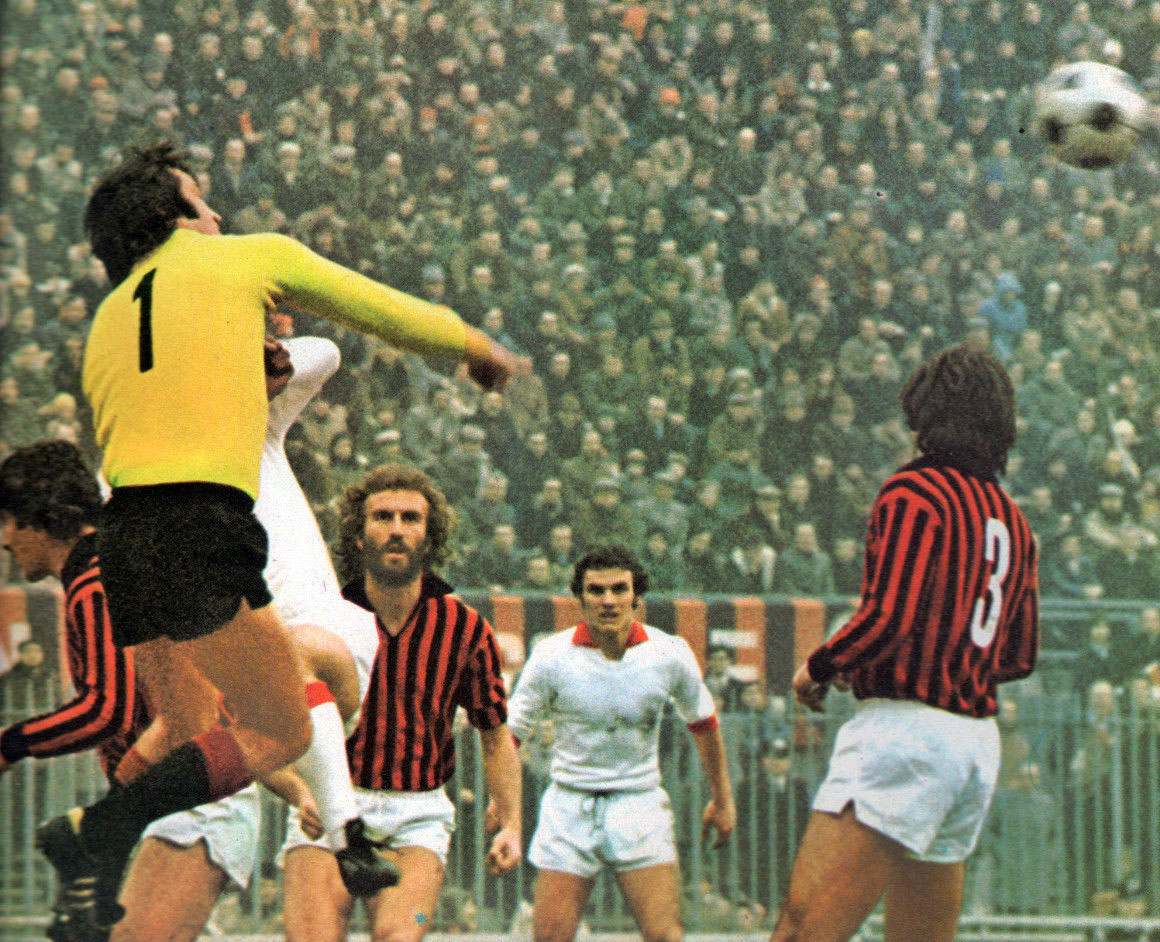
Albertosi (no. 1) amb el Milan la temporada 1974-75.

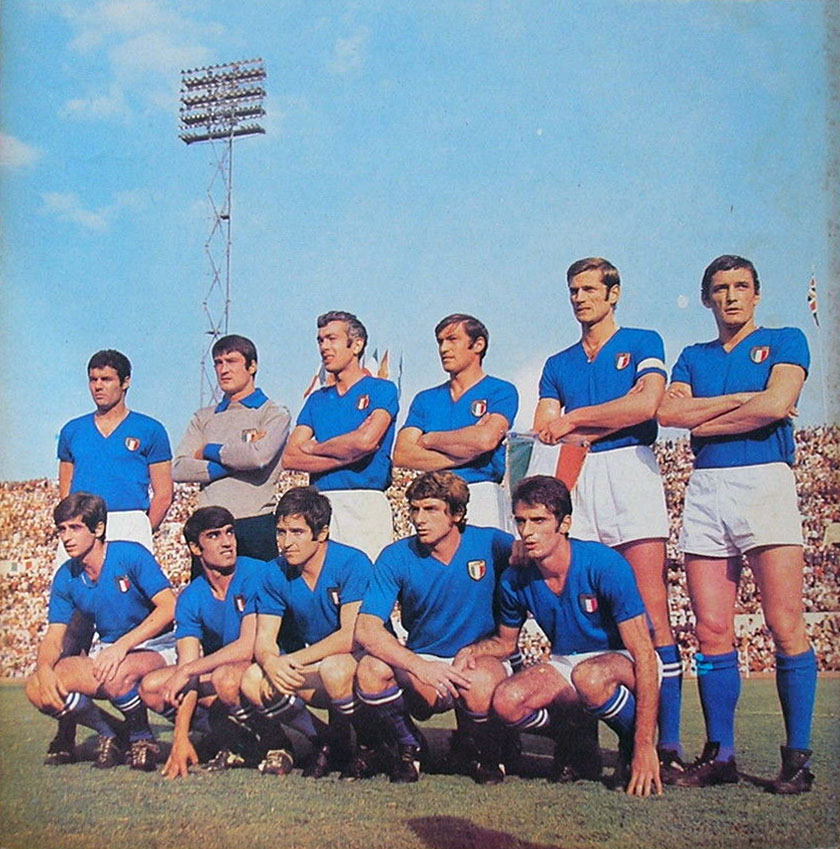
Albertosi (dempeus, segon per l'esquerra) amb Itàlia el 1969.

- Copa Mitropa: 1966

Cagliari
- Serie A: 1969-70

Milan
- Serie A: 1978-79
- Coppa Italia: 1976-77

Itàlia
- Eurocopa de futbol: 1968